# Кастелла, Томас
Томас Кастелла (фр. Thomas Castella; род. 30 июня 1993, Фрибур) — швейцарский футболист, вратарь швейцарского клуба «Лозанна».

## Биография
Кастелла — воспитанник клубов «Фрибур» и «Ксамакс». За основную команду «Ксамакса», не дебютировал, впервые попав в заявку на матч 11 тура Суперлиги против «Туна». В июне 2012 года, стал игроком «Лозанны». За команду, дебютировал 24 июля 2016 года, в матче против «Грассхопера». В сезоне 2015/2016, вместе с командой стал победителем Челлендж-лиги и поднялся в первый швейцарский дивизион. В сезоне 2016/2017, был признан лучшим вратарём Суперлиги по версии газеты Blick. В январе 2020 года, получил приз лучшему вратарю 2019 года в Челлендж-лиге.